# Эбер, Жорж
Жорж Эбе́р (фр. Georges Hébert; 27 апреля 1875 — 2 августа 1957) — военно-морской офицер, инструктор французской гимнастики во французской армии, теоретик и практик.
Разработал систему физической подготовки la méthode naturelle (с фр. — «естественный метод») для военно-морских сил Франции, которая объединяет развитие физических навыков и тренировку морально-волевых качеств.

## Ранние годы
Эбер родился в Париже. В 1893 году окончил Морскую школу там же. Во время Первой мировой войны он был офицером во французском флоте и квартировался в городе Сен-Пьер на карибском острове Мартиника.

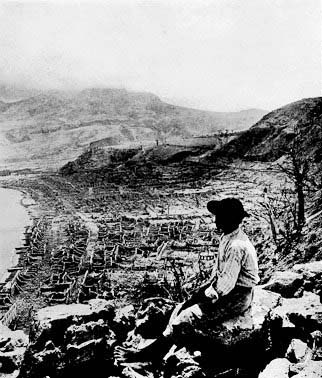
последствия землетрясения

8 мая 1902 года город стал жертвой катастрофического извержения вулкана Монтань-Пеле. Эбер координировал эвакуацию и спасение около 700 человек из зоны стихийного бедствия. Этот опыт произвёл на него глубокое впечатление и укрепил его в убеждении, что атлетическое умение должно сочетаться с мужеством и альтруизмом. В конце концов он воплотил эту идею в своем личном девизе Être fort pour être utile (с фр. — «Быть сильным, чтобы быть полезным»).
Эбер много путешествовал по всему миру и был впечатлён развитыми физическими навыками и лёгкостью передвижений коренных народов в Африке и в других местах:

Их тела были великолепными, гибкими, проворными, умелыми, выносливыми, стойкими, но у них не было другого преподавателя гимнастики, кроме их жизни в природе.
Оригинальный текст (англ.)Their bodies were splendid, flexible, nimble, skillful, enduring, resistant and yet they had no other tutor in gymnastics but their lives in nature.

## Развитие его системы
По возвращении во Францию Эбер стал инструктором гимнастики французских морских пехотинцев в Лорьяне, где он начал определять принципы собственной системы физического воспитания и создавать снаряды и упражнения для обучения его «Естественному методу».
Помимо использования естественных движений коренных народов Африки и других стран, метод Эбера включал ряд различных влияний, включая (но не ограничиваясь):
- Работу его предшественника Франсиско Амороса, который опубликовал в 1847 году «Новое полное руководство по физическому воспитанию, гимнастике и морали» и которое охватывает весь спектр практических двигательных навыков
- Работы преподавателя немецко-прусской гимнастики Фридриха Людвига Яна (11 августа 1778 года — 15 октября 1852 года), который также, вероятно, повлиял на раннюю физическую подготовку Корпуса морской пехоты США
- Классические представления о человеческом теле в греко-римской скульптуре и идеалы древнегреческой гимназии
- Натуристский (хотя и строго отвергающий полный нудизм) стиль жизни его друга доктора Поля Картона (фр. Paul Carton) (1875—1947)
- Влияние Жоржа Демени[англ.] (1850—1917), французского изобретателя, хронофотографа, режиссёра и гимнаста, подчеркнувшего прогрессивность и масштабируемость тренировки

Система Эбера отвергла врачебную гимнастику и популярную шведскую гимнастику, которые казались ему неспособными развивать человеческое тело гармонично и, особенно, неспособными подготовить учеников к практическим и моральным требованиям жизни.
Спорт, по мнению Эбера, акцентирует внимание на соревнованиях и работе на публику, тем самым противоречит физическому воспитанию, отвлекая как от целей истинного физического развития, так и от развития разумных нравственных ценностей.
На Жоржа Эбера повлияло учение философа и педагога Жан-Жака Руссо. Он считал что одно только наблюдение за природой могло привести людей к истинным методам физического развития. Он писал:

Конечной целью физического воспитания является создание сильных людей.
В чисто физическом смысле Естественный метод способствует качествам:
резистентности (иммунитету), силе и скорости, возможности ходить, бегать, прыгать, двигаться на четвереньках, подниматься, сохранять равновесие, бросать, поднимать, защищать себя и плавать.
С точки зрения «мужественности» или в энергетическом смысле, система составлена так, чтобы иметь достаточную энергию, силу воли, мужество, спокойствие и твёрдость.
В моральном смысле, образование, через повышение эмоций, направляет или поддерживает нравственные побуждения в качестве полезного и благотворного способа.
Истинный Естественный метод, в его самом широком смысле, должен рассматриваться как результат этих трёх особых сил; это физический, мужественный и нравственный синтез.
Он состоит не только в работе с мышцами и дыханием, но прежде всего в «энергии», которая используется,
воли, которая управляет ею, и чувствах, которые её направляют.
Оригинальный текст (англ.)The final goal of physical education is to make strong beings. In the purely physical sense, the Natural Method promotes the qualities of organic resistance, muscularity and speed, towards being able to walk, run, jump, move on all fours, to climb, to keep balance, to throw, lift, defend yourself and to swim.

In the "virile" or energetic sense, the system consists in having sufficient energy, willpower, courage, coolness, and firmness.
In the moral sense, education, by elevating the emotions, directs or maintains the moral drive in a useful and beneficial way.

The true Natural Method, in its broadest sense, must be considered as the result of these three particular forces; it is a physical, virile and moral synthesis. It resides not only in the muscles and the breath, but above all in the "energy" which is used, the will which directs it and the feeling which guides it.

Эбер определил руководящие принципы и основные правила естественного метода как:

Что касается развития мужественных качеств, это достигается путём выполнения определенных трудных или опасных упражнений, требуя развития различных качеств, например, стремления контроля страха падения, прыжков, восхождения, погружения, ходьбы на неустойчивой поверхности и т. д.
Оригинальный текст (англ.)With regard to the development of virile qualities, this is obtained by the execution of certain difficult or dangerous exercises requiring the development of these various qualities, for example while seeking to control the fear of falling, of jumping, of rising, of plunging, of walking on an unstable surface, etc.

## Наследие и влияние

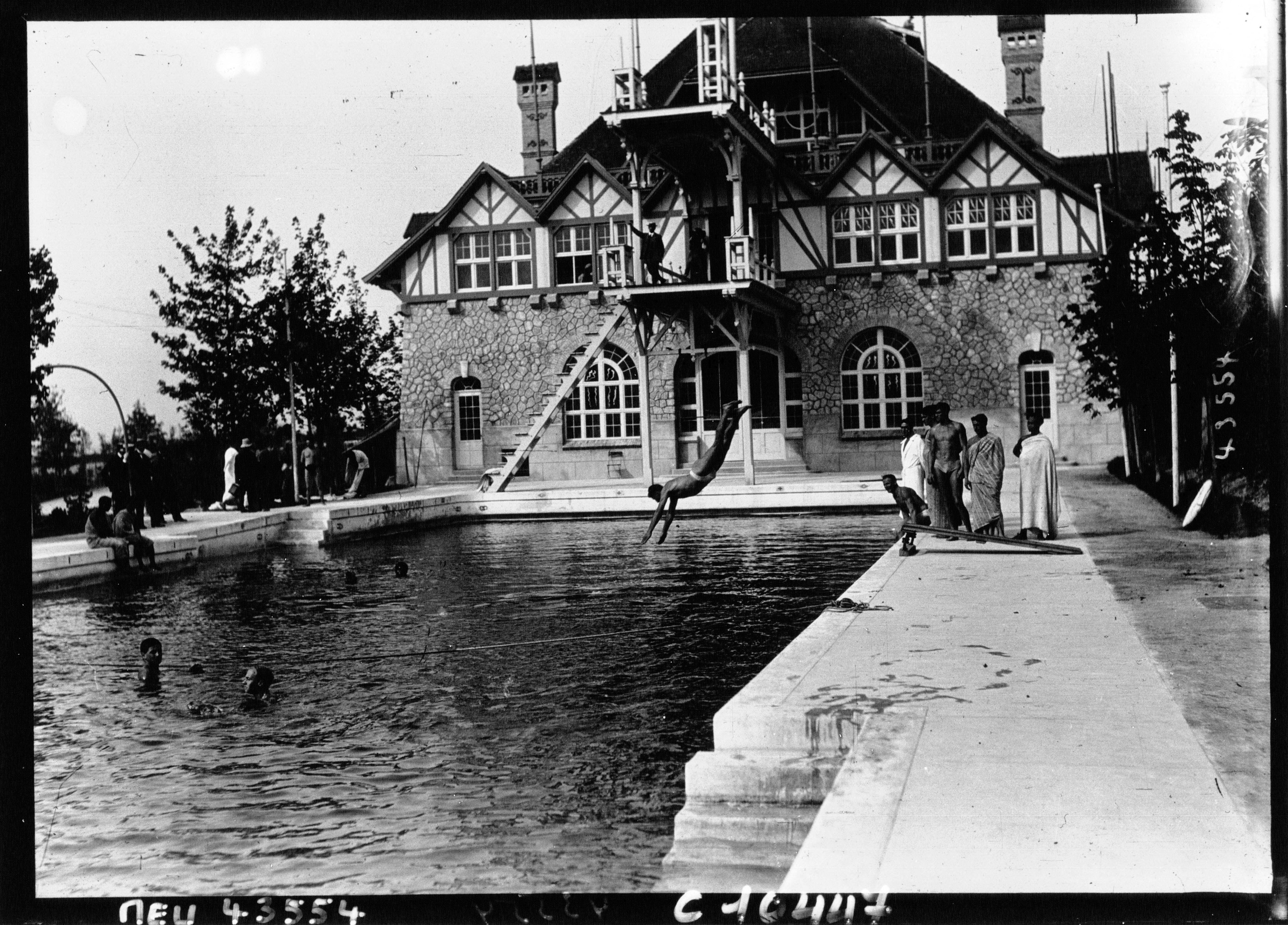
1913 Реймс, Франция; Collège d’athlètes. Бассейн, расположенный в стороне от большого крытого тренажера

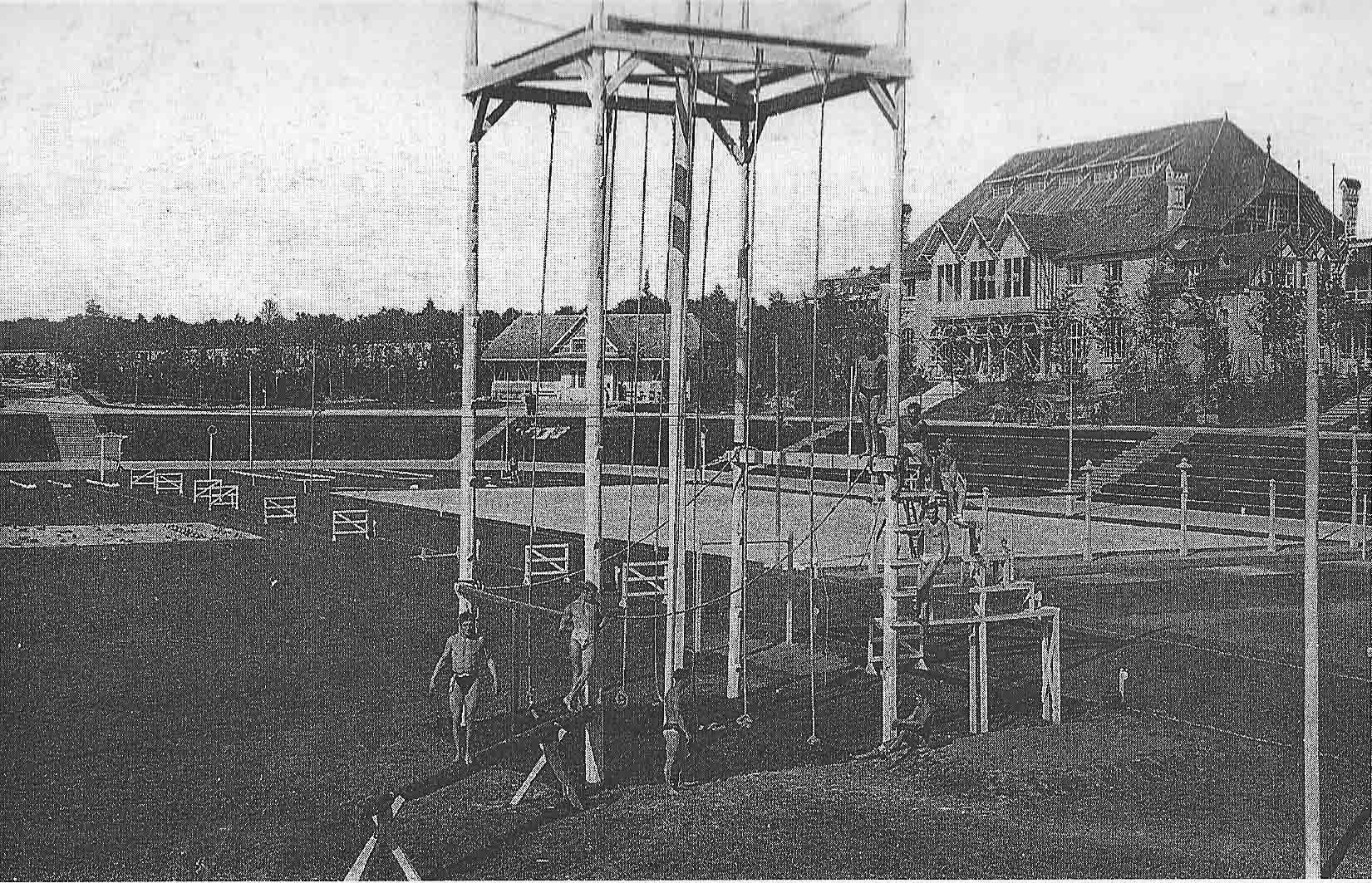
(1913) Реймс, Франция; Collège d’athlètes («Колледж атлетов») был учебным центром по физическому воспитанию, который открылся в городе Реймсе на северо-востоке Франции в 1913 году. Центр был разработан в соответствии с принципами Жоржа Эбера. Учебный центр был разрушен во время Первой мировой войны

Учение Жоржа Эбера продолжало распространяться в период между и во время двух мировых войн, став стандартной системой французского военного физического воспитания.
Он также был одним из первых идеологов женских занятий гимнастикой. В своей работе «Мышечная и пластическая красота», появившейся в 1921 году, Эбер критиковал не только моду корсетов, но и физическую малоподвижность, диктуемую женщинам современным европейским обществом. Он писал, что следуя естественному методу синтеза физического, энергетического и нравственного развития, женщины могут развивать уверенность в себе, силу воли и спортивные способности, а также их коллеги — мужчины.
Эбер писал:

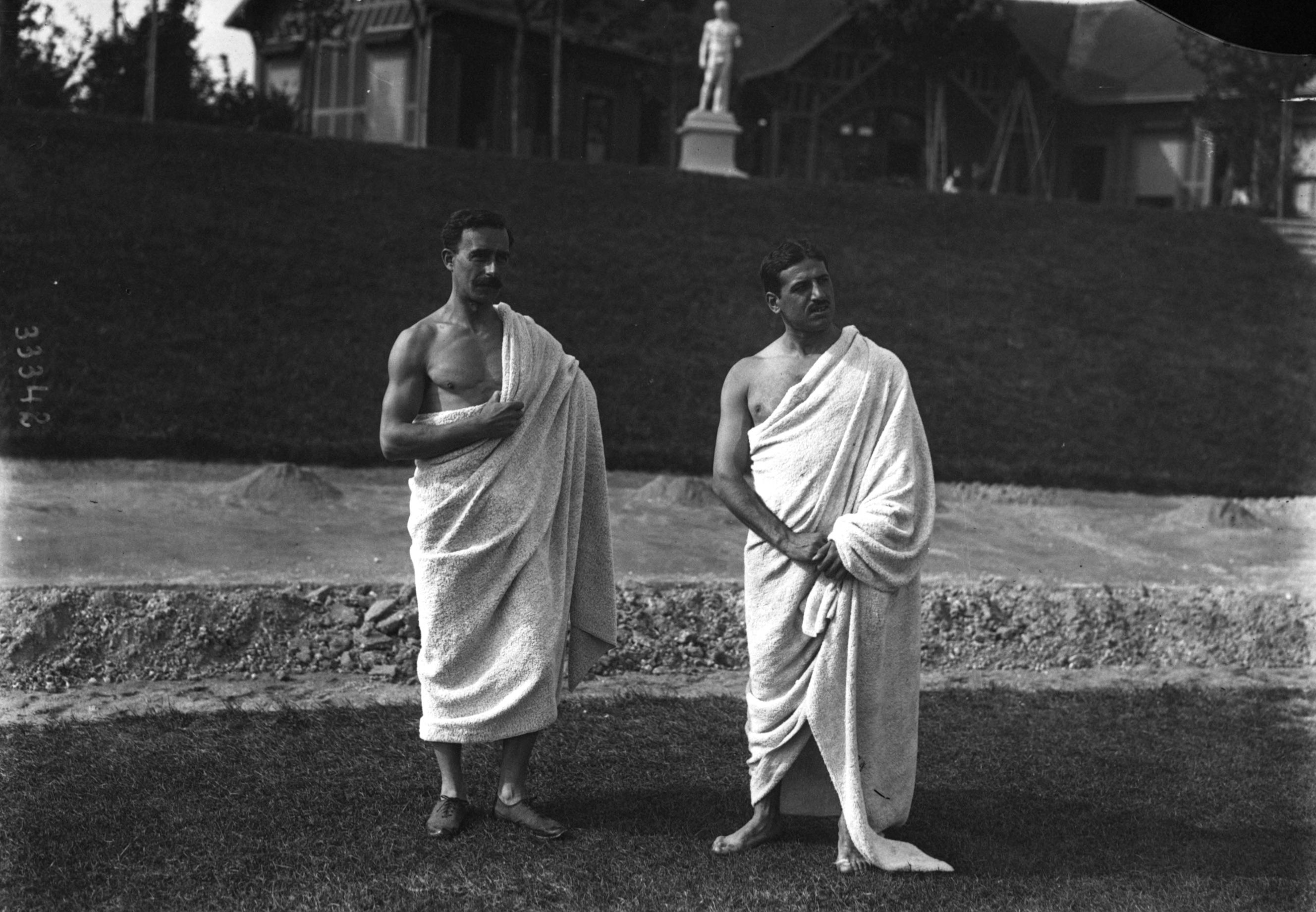
(1913) Реймс, Франция; Collège d’athlètes. Эбер стоит слева. Человек справа — это Жан Буэн, французский бегун средней дистанции, который умер в возрасте 25 лет, сражаясь во французской армии в первые недели первой мировой войны в 1914 году

Занятие (Естественным методом) состоит из упражнений, относящихся к десяти основным группам: ходьба, бег, прыжки, движения на 4-х точках опоры, восхождение, баланс, метание, поднимание тяжестей, защита и плавание.
Тренировка состоит из упражнений на открытом воздухе, на площадке от нескольких сотен метров до нескольких километров. Во время занятия тренируются:
прогулка, бег, прыжок, упражнение на четвереньках, восхождение, упражнение на баланс, с неустойчивой поверхностью, упражнение на поднятие тяжести и на перенос тяжести, бросок, бой и плавание.
Тренировка может быть выполнена двумя способами:
1. Естественным или спонтанным; то есть по неуказанному маршруту через сельскую местность.
2. В специально разработанной среде (полоса препятствий).

Все упражнения могут выполняться при прохождении полосы препятствий. Сессия может длиться от 20 до 60 минут.Оригинальный текст (англ.)A (Natural Method) session is composed of exercises belonging to the ten fundamental groups: walking, running, jumping, quadrupedal movement, climbing, equilibrium (balancing), throwing, lifting, defending and swimming.

A training session consists, then, of exercises in an outdoor environment, perhaps a few hundred meters to several kilometers, during which, one walks, one runs, one jumps, one progresses quadrupedally, one climbs, one walks in unstable balance, one raises and one carries, one throws, one fights and one swims.
This course can be carried out in two ways:
the natural or spontaneous way; i.e., on an unspecified route through the countryside.
within an especially designed environment.
All of the exercises can be carried out while progressing through this environment. A session can last from 20 to 60 minutes.
Эбер был одним из первых идеологов паркура, или полос препятствий. Такая форма физической активности в настоящее время является стандартом в армии. Она привела к развитию гражданских оздоровительных троп и верёвочных курсов. Соревнования на природе, включающие гимнастические брёвна, лестницы, верёвочные трассы и т. п., часто по-прежнему называются курсами Hebertism или Hebertisme как в Европе, так и в Северной Америке. Можно даже проследить тренд на возвращение современных оборудованных приключенческих трасс и игровых площадок к оригинальным проектам Эбера в начала 1900-х годов.
Как бывший моряк, Эбер создавал некоторые из своих снарядов сходными с предметами находящимися на палубе корабля; он был также активным сторонником «естественной» или спонтанной тренировки в специально не оборудованном окружении.
1955 год ознаменовался 50-летием Естественного метода, и Эбер был награждён орденом Командора Почётного легиона (Commandeur de la Légion d’honneur) французским правительством в знак признания его многочисленных заслуг перед его страной. В 1957 году Джордж Эбер на 82-м году жизни, к тому времени страдавший от общего паралича, вызывал восхищение своего окружения, заново учась ходить, говорить и писать. Он умер 2 августа того же года в Туржеви́ле, Кальвадос, Франция.

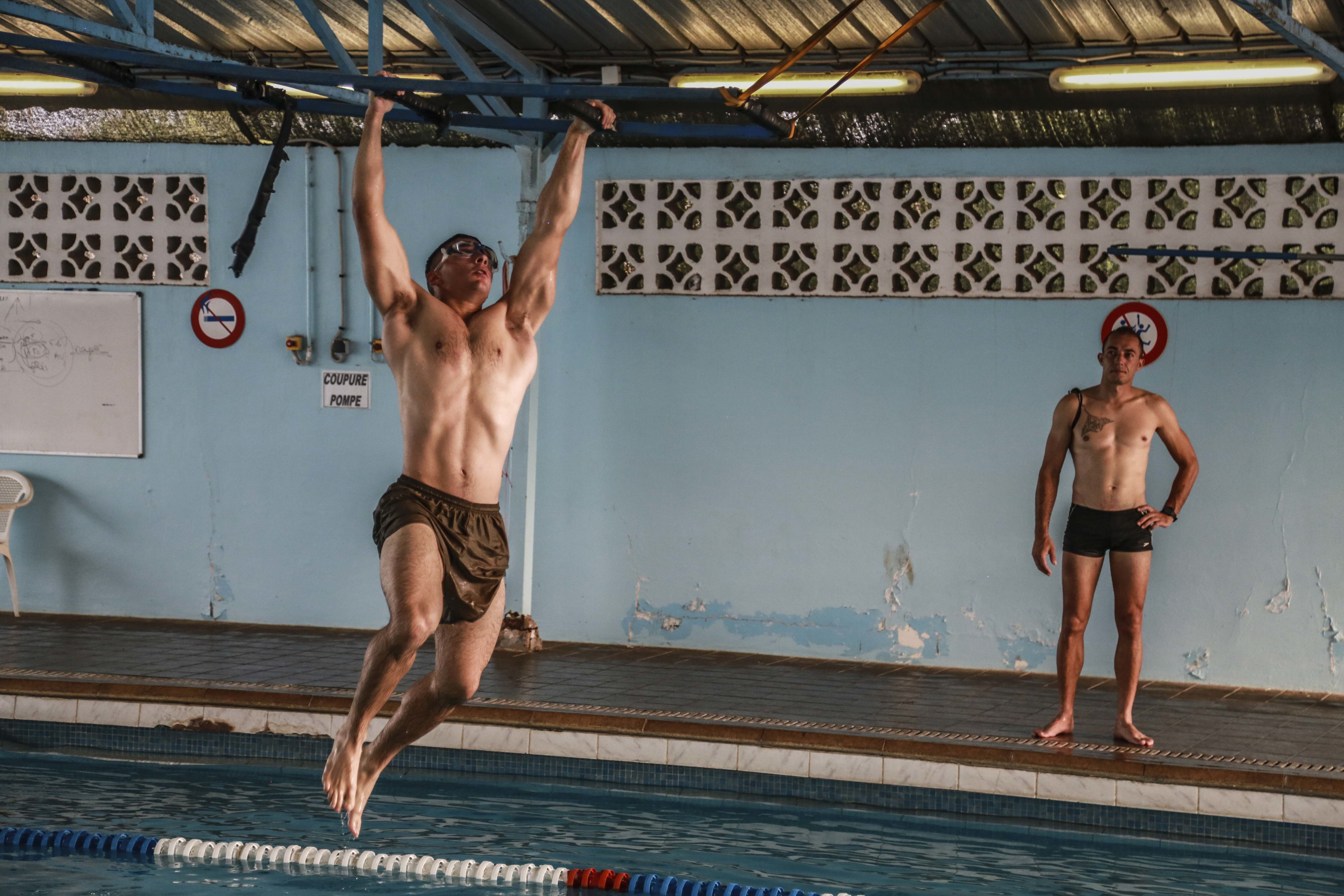
Морские пехотинцы США и французские военные тренируются вместе

В Европе по-прежнему существуют школы и гимназии, которые продвигают Естественный метод физической подготовки, некоторые из которых поддерживают и разрабатывают собственный «паркур» в естественной среде.
Учение Эбера оказало большое влияние на появление паркура как самостоятельной учебной дисциплины. Кроме того, в первое десятилетие XXI века, родившийся во Франции инструктор по физическому воспитанию Эрван Ле Корре вдохновился «Естественным методом» Эбера и расширил программу, чтобы сформировать систему естественного движения, которую он назвал MovNat. Эрван Ле Корре проживает на юге США в Санта-Фе (Нью-Мексико).

### Личная жизнь
У Жоржа Эбера есть сын, Режис Эбер (Régis Hébert).